# Karin Suursalu
Karin Suursalu (n. 22 martie 1962, Rakvere, Lääne-Viru maakond, Estonia) este o traducătoare estonă. Fiind o specialistă în filologie, ea a tradus numeroase opere literare din limba engleză în limba estonă. 
Din martie 2015 este membru al Uniunii Scriitorilor din Estonia.

## Educație
Karin Suursalu a absolvit Școala Gimnazială Rakvere I din Tartu în 1980. A urmat apoi studii la Universitatea din Tartu, obținând două diplome de licență: în filologie engleză (1985) și în psihologie (1989). 

## Promotoare a literaturii și traducerilor
Karin Suursalu a prezentat publicului cărțile traduse în limba estonă și pe autorii lor, în principal prin apariții în emisiunile de radio și televiziune, prin scrierea de articole în revistele de specialitate sau prin interviuri acordate unor jurnaliști. 
Merită menționată participarea ei la emisiunea „Loetud ja kirjutatud. Karin Suursalu” de la Vikerraadio, unde a prezentat romanul cult american Omul din castelul înalt al lui Philip K. Dick și a vorbit despre activitatea de traducere și despre alte traduceri ale sale. Cu toate acestea, în ediția de toamnă a Elu Lood 2015, ea și tatăl ei traducător au explicat mai detaliat modul în care activitatea de traducere a fost continuată pe linie familială și care sunt operele literare traduse mai menționate în recenziile critice. În total, cei doi au tradus aproape 500 de cărți în limba estonă.

## Traduceri (selecție)

### Traduceri publicate în Loomingu Raamatukogu
- Frances Scott Fitzgerald, Rikas noormees
- Kate Chopin, Virgumine
- John Galsworthy, Villa Rubein
- Edith Wharton, Ethan Frome
- Ring Lardner, Unetus
- Francis Bacon, Uus Atlantis ja esseid
- Roberto Girardi, Vaporetto 13
- Ralph Waldo Emerson, Inimkonna esindajad
- Slavenka Drakulić, Nad ei teeks kärbselegi liiga
- Plunkitt Tammany Hallist

### Traduceri ale operelor câștigătoare alepremiului Booker
- Margaret Atwood, Pime palgamõrvar
- Alan Hollinghurst, Iluliin
- John Banville, Meri
- Kiran Desai, Kaotuse pärand
- Anne Enright, Kokkutulemine
- Aravind Adiga, Valge Tiiger
- Michael Ondaatje, Inglise patsient
- Hilary Mantel, Wolf Hall
- Hilary Mantel, Aeg äratada surnud

### Traduceri ale operelorlaureaților premiului Nobel
- Saul Bellow, Humboldti pärand
- John Galsworthy, Häärber

### Traduceri ale operelor câștigătoare ale premiului Orange
- A. M. Homes, Antagu meile andeks

### Scrieri clasice
- Jane Austen, Veenmine
- Jane Austen, Mõistus ja tunded
- Nathaniel Hawthorne, Seitsmeviilumaja
- Oscar Wilde, Vested

### Traducerea operelor câștigătoare ale premiului PEN Club Faulkner și alepremiului Pulitzer
- Michael Cunningham, Tunnid

### Alte traduceri
- Joyce Maynard, Pikk nädalalõpp
- Ruta Sepetys, Hallaaegade algus
- Susan Hill, Naine mustas
- Margaret Atwood, Pinnaletõus
- Nicholas Salaman, Maiste lõbude aed
- Anne Michaels, Pagevad killud
- Christopher Andrew și Vassili Mitrohhin, Mitrohhini arhiiv și Mitrohhini arhiiv 2
- Madeleine Albright, Proua välisministri memuaarid
- Carla Ponti, Proua prokurör
- Helen Rappaport, Jekaterinburg
- Robert Aldrich, Impeeriumide aeg
- John Van der Kiste, Wilhelm II, Saksamaa viimane keiser
- Teresa Ransom, Madame Tussaud: elu ja aeg
- Samuel Bawlf, Francis Drake: kuninganna piraadi salajane merereis
- Malala Yousafzai, Ma olen Malala
- Coryne Hall, Keiserlik baleriin
- Stephen Weissman, Chaplini elu
- Virginia M. Fellows, Shakespeare'i kood
- Peter Marshall, Maailma astroloogia
- Maailmakirjanduse leksikon (articole)
- Souad Mekhennet, Mul kästi tulla üksi: minu teekond džihaadi tagalasse

## Premii
- 2005 - Premiul pentru traducere al revistei Looming pentru traducerea cărții Inimkonna esindajad a lui Ralph Waldo Emerson.

## Viața particulară
Tatăl lui Karin Suursalu este cunoscutul traducător Matti Piirimaa. 

## Legături externe
- Jan Kaus, "Mälu kõhetumise vastu : Ülelend viimase kümnendi eestikeelsest tõlkeilukirjandusest", Keel ja Kirjandus 2/2013
- Karin Suursalu e-kataloogis ESTER
- Heikki Aasaru, tõlketeose "Hallaaegade algus" arvustus ERR kultuur, 28 februarie 2014
- Krista Kaera soovitusvalik 2014. aastal ilmunud parimatest raamatutest, Postimees, 19 decembrie 2014
- Neeme Korv, "Tõlkijad teenisid menukirjanikest enam", Postimees, 19 iunie 2004
- Autorihüvitusfondi hüvitiste jaotus aastate lõikes Arhivat în 16 mai 2015, la Wayback Machine.
- Krista Dudarenko "Sõnade tagant tähendusi otsimas"[nefuncțională]
, Anne & Stiil, 28 iulie 2008